# Вебер, Сабина
Саби́на Ве́бер (нем. Sabine Weber) — немецкая кёрлингистка.
В составе женской команды Германии участница чемпионата мира 1994. Чемпионка Германии среди женщин (1994).

## Команды
| Сезон   | Четвёртый       | Третий        | Второй                   | Первый          | Запасной     | Турниры  |
| ------- | --------------- | ------------- | ------------------------ | --------------- | ------------ | -------- |
| 1993—94 | Йозефине Айнсле | Михаэла Грайф | Петра Чеч-Хильтенсбергер | Сабина Вебер    | Карин Фишер  | ЧГЖ 1994 |
| 1993—94 | Йозефине Айнсле | Михаэла Грайф | Карин Фишер              | Элизабет Лендле | Сабина Вебер | ЧМ 1994  |

(скипы выделены полужирным шрифтом)

## Достижения
- Чемпионат мира по кёрлингу среди женщин: бронза (1994).
- Чемпионат Германии по кёрлингу среди женщин: золото (1994).